# Stefano Folli
Stefano Folli (Roma, 18 giugno 1949) è un giornalista italiano.

## Biografia
- 1973-1989: La Voce Repubblicana
- 1989-1990: Il Tempo
- 1990-2005: Corriere della Sera
- 2005-2014: Il Sole 24 Ore
- 2014-oggi: la Repubblica

Laureato in lettere, la sua attività giornalistica è iniziata dalle colonne del quotidiano La Voce Repubblicana, l'organo ufficiale del Partito Repubblicano Italiano. Il quotidiano ha chiuso temporaneamente nel 1978 ed è tornato in edicola tre anni dopo con Folli come direttore. Nel 1981 Folli è stato nominato anche capo dell'ufficio stampa del partito.
Durante i 18 mesi in cui il segretario del PRI Giovanni Spadolini è stato Presidente del Consiglio, Folli ha sommato i due incarichi precedenti con quello di portavoce del Presidente del Consiglio.
A La Voce Repubblicana è rimasto fino al 1989 quando si è trasferito al quotidiano romano Il Tempo. L'anno successivo ha iniziato a collaborare con il Corriere della Sera, come notista politico.
Dal 2003 al 2004 ha sostituito Ferruccio De Bortoli alla direzione del Corriere della Sera. Dopo la fine anticipata del rapporto con il quotidiano di via Solferino, lo stesso De Bortoli l'ha chiamato a Il Sole 24 Ore come editorialista.
Nell'ottobre 2014 è passato a la Repubblica, di cui è diventato editorialista.